# Марпергер, Пауль Якоб

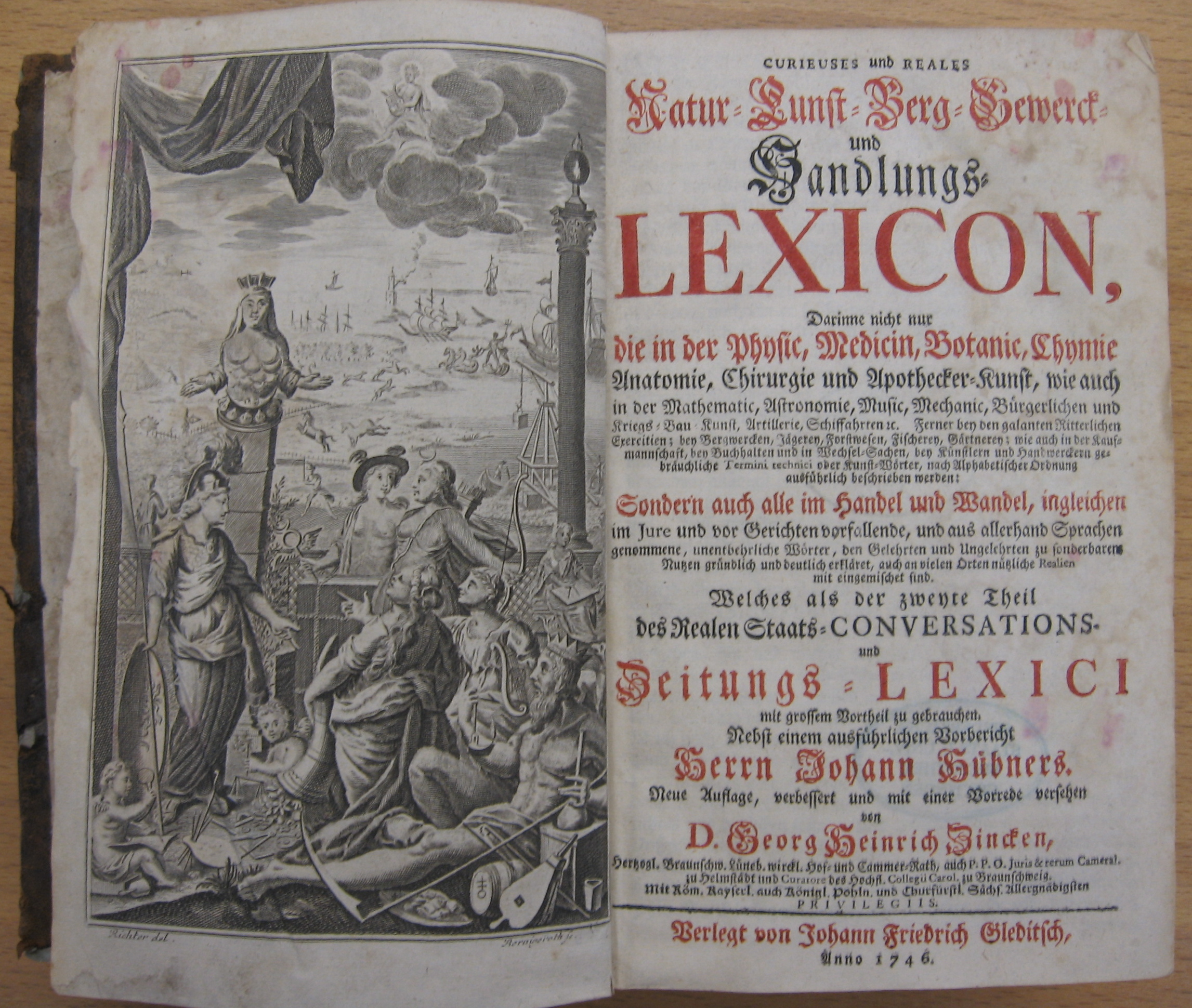
П. Марпергер. «Curieuses und Reales Natur- Kunst- Berg- Gewerck- und Handlungs-Lexicon» (1746)

Пауль Якоб Марпергер (нем. Paul Jacob Marperger; 27 июня 1656, Нюрнберг — 27 октября 1730, Дрезден) — немецкий экономист, переводчик, литератор и путешественник. Видный представитель камерализма.

## Биография
Родился в семье немецкого офицера, служившего в шведской армии. Уже в возрасте 10 лет, был записан для обучения на факультете теологии в Альтдорфский университет. Однако учёбы не закончил, поступил на работу в торговый дом в Лионе, где стал изучать секреты коммерции и экономики. В дальнейшем побывал с поездками во многих городах Европы: Женеве, Гамбурге, Любеке, Копенгагене, Москве, Санкт-Петербурге, Стокгольме и Вене.
Опыт, накопленный в путешествиях позволили ему опубликовать ряд работ в области экономики.
В 1708 году он вступил в Прусское научное общество. В 1724 году был приглашен принять участие в придворном экономическом совете в Дрездене, Саксония. Служил надворным советником королевского польского и саксонского дворов. Оставался в Саксонии до конца жизни.

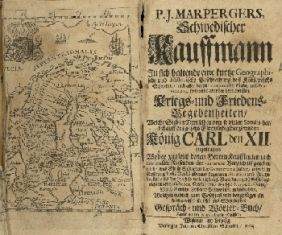
П. Марпергер. Путеводитель по Швеции для немцев. 1706 г.

## Творчество
П. Марпергер — автор многочисленных трудов об экономических, историко-географических и юридических аспектах европейской торговли, наиболее известными из которых являются «Московитский купец» (1705, 1723) и «Шведский купец» (1705, 1706).
«Московитский купец» — своего рода энциклопедический труд, при написании которого он использовал сочинения Олеария, П. Джовио, А. Поссевино, П. Петрея де Ерлезунда, С. Герберштейна, А.-Г. Шлейссингера, Д. Принца, А. Мейерберга, Дж. Флетчера, С. Коллинза. В нём даны сведения о государственном устройстве России, её законах, торговле и ремёслах, денежном обращении, крупнейших торговых городах, среди которых важное место занимает Новгород. В издании 1723 г. приводятся сведения о привилегиях, полученных ганзейскими купцами в России в результате переговоров ганзейского посольства И. Брамбаха 1603 г. с Б. Годуновым. Марпергер сообщает, что в Новгороде и других городах им была разрешена беспошлинная торговля, отменён таможенный контроль, регистрация и штрафные санкции.
Разносторонний автор. Ему также принадлежат книги по садоводству, ботанике, медицине, диете, кулинарии и уходу за животными, отношениям с полицейскими и военными структурам, организации книжных магазинов, нормативным актам городов и их экономике, о торговых ярмарках и банках, но треть его сочинений, более чем сто названий, посвящены вопросам коммерции.

## Избранные сочинения
- Beschreibung deß Königreichs Schweden … Kriegs- und Friedensbegebenheiten … biß auff den anjetzo glorwürdigst regiernden König Carl den XII zugetragen. Wobey zugleich denen Herren Kauffleuten und curieusen Reisenden eine accurate Verzeichniß gegeben wird, was sie in Schweden der Commercien halber … als der (nach so vielen Königl. Verordnungen) wohleingerichten Manufacturen, Seefahrten, Wechsel-Negotio, Münß, Maaß, Gewicht, Zoll- und Postwesen zu beobachten … Gespräch- und Wörterbuch (Путеводитель по Швеции для немцев. Лейпциг. 1706 г.)
- Beschreibung der Messen und Jahr-Märkte In welcher vornehmlich enthalten…,Leipzig: Gleditsch 1710 Frankfurt
- Curieuses Natur-Kunst-Gewerk-und Handlungs-Lexicon, hrsg. Johann Hübner. Leipzig 1713.
- Beschreibung der Banquen. Frankfurt/M. 1969
- Die neu-eröffnete Kaufmanns-Börse. Wiesbaden 1973.
- Historie und Leben der berühmtesten europäischen Baumeister. Leipzig 1975
- Wolmeynende Gedancken über die Versorgung der Armen. Leipzig 1977
- Vollständiges Küch- und Keller-Dictionarium. München 1978